# لائوتارو (شیلی)
لائوتارو (به اسپانیایی: Lautaro) یک شهرستان در شیلی است که در استان کاتین واقع شده‌است. لائوتارو ۹۰۱٫۱ کیلومتر مربع مساحت و ۳۴٬۲۶۸ نفر جمعیت دارد و ۲۳۴ متر بالاتر از سطح دریا واقع شده‌است.